# سفارة الصين في ألمانيا
سفارة الصين في ألمانيا هي أرفع تمثيل دبلوماسي لدولة الصين لدى ألمانيا. تقع السفارة في برلين وهي تهدف لتعزيز المصالح الصينية في ألمانيا.

## وصلات خارجية
- الموقع الرسمي
- قائمة سفارات الصين
- قائمة السفارات في ألمانيا